# 田中城

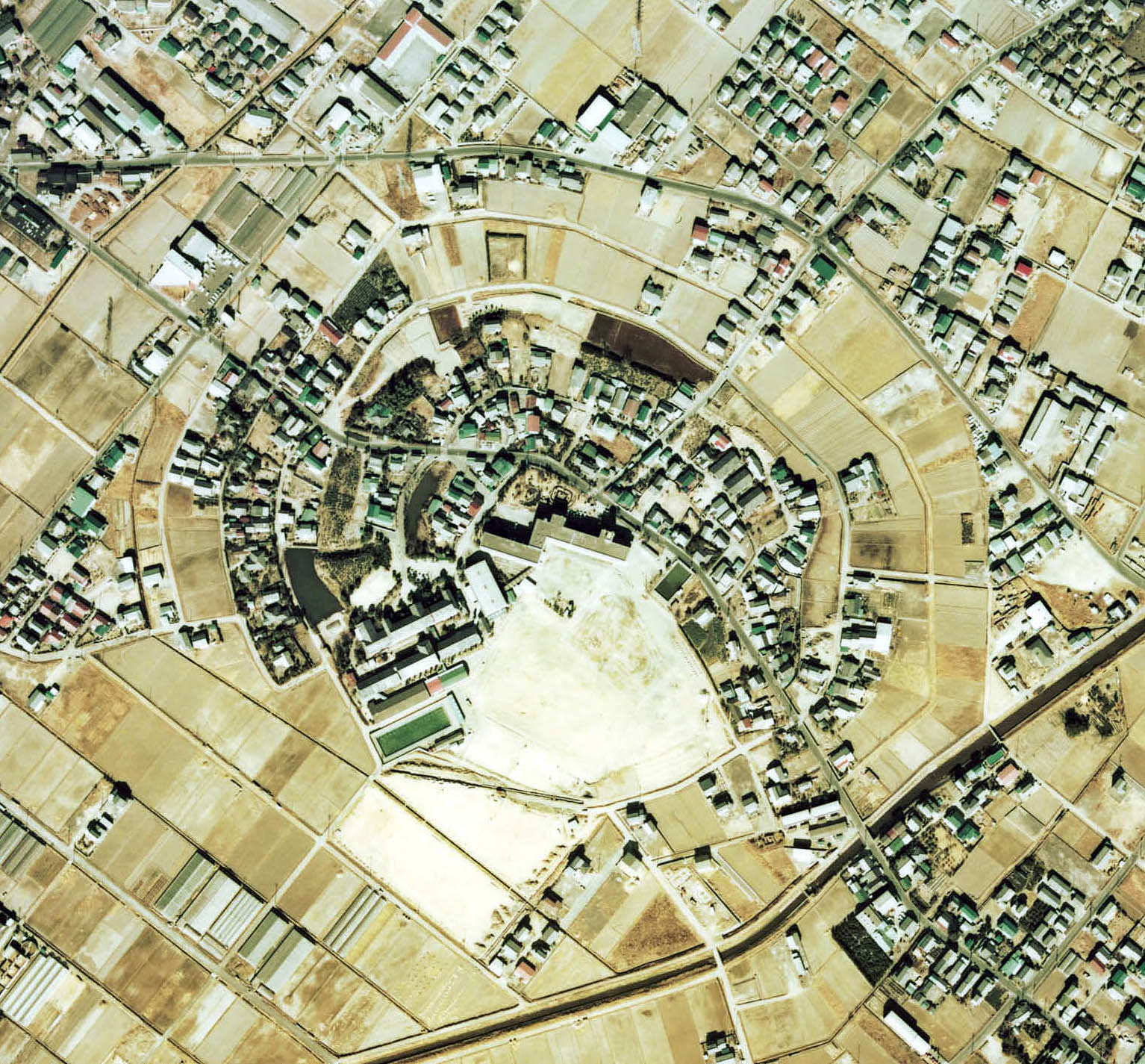
田中城全景

田中城（たなかじょう）は、静岡県藤枝市田中にあった日本の城（平城）。江戸時代には田中藩の藩庁が置かれた。前身は徳一色城。藤枝市指定史跡。また関連する建造物4件（田中城本丸櫓、長楽寺村郷蔵、茶室、仲間部屋・厩）と城絵図2件が市指定有形文化財である。

## 歴史
田中城は天文6年（1537年）に駿河今川氏によって築かれた。永禄13年（1570年）の武田氏による駿河侵攻以降、三河の徳川氏に対抗する駿河西部の城砦網の要として重要視された。
永禄13年（1570年）正月、武田信玄により攻め落とされ、馬場信春により改修。田中城に改名。武田家家臣山県昌景が入城。
天正10年（1582年）、織田信長の甲州征伐の際、徳川勢により攻められるが城将の依田信蕃が頑強に抵抗し、主家の武田勝頼の死後まで守り抜いた。その後は武田家を離反した穴山梅雪の説得で開城。徳川家の高力清長が入城した。
天正18年（1590年）の徳川家関東移封後は駿府城主中村一忠の管轄となった。慶長6年（1601年）、酒井忠利が田中藩主となり城域の拡張や藤枝宿の城下町への取り込みなどを行った。酒井忠利は慶長14年（1609年）に川越に転出し、以後は駿府に居を構える徳川頼宣・徳川家康によって支配された。
元和2年（1616年）1月に徳川家康は田中城に立ち寄り、茶屋四郎次郎に供されて鯛の天ぷらを食した。これが家康の死因とする説がある（詳細については徳川家康参照）。
寛永10年（1633年）以後、松平氏、水野氏、北条氏等が封じられた後、享保15年（1730年）、本多正矩が4万石で封じられ、以降明治維新まで同地に拠った。
明治元年（1868年）、最後の田中藩主本多正訥が安房長尾藩に移封される。駿河国に転封となった徳川本家（静岡藩）の支配地となり、高橋泥舟が城を預かる。のち廃城となった。

### 略年表
- 天文6年（1537年） - 今川氏より築城。
- 永禄13年（1570年） - 武田信玄により攻め落とされ、武田家家臣山県昌景が入城した。
- 元亀3年（1572年） - 山県昌景に替わり、板垣信安が入城した。
- 天正3年（1575年） - 山県昌満が城代となる。
- 天正7年（1579年） - 依田信蕃が在城する。
- 天正10年（1582年） - 徳川勢により攻められ開城し、高力清長が入城した。
- 慶長6年（1601年） - 酒井忠利が入城し、城域を拡張し総郭を設けた。

## 構造と遺構
本丸を中心に、直径約600メートルの同心円状に3重に堀を巡らす珍しい構造を持つ。また、二の丸及び三の丸外に丸馬出しが計6箇所設けられており、武田氏流城郭の特徴を示している。
日本では珍しい円郭式城郭が使われている。
本丸及び二の丸跡には西益津小学校が、三の丸には西益津中学校がそれぞれ設けられ、遺構の保存状況は必ずしも良くないが、一部の水堀及び土塁が残る。また、不浄門が旭傳院（焼津市保福島680）の山門として、長楽寺村郷蔵が「史跡田中城下屋敷」の有形文化財として、それぞれ移築され現存する。
江戸時代の城絵図2点（駿河国田中城絵図・古図）が藤枝市郷土博物館・文学館に所蔵されている。

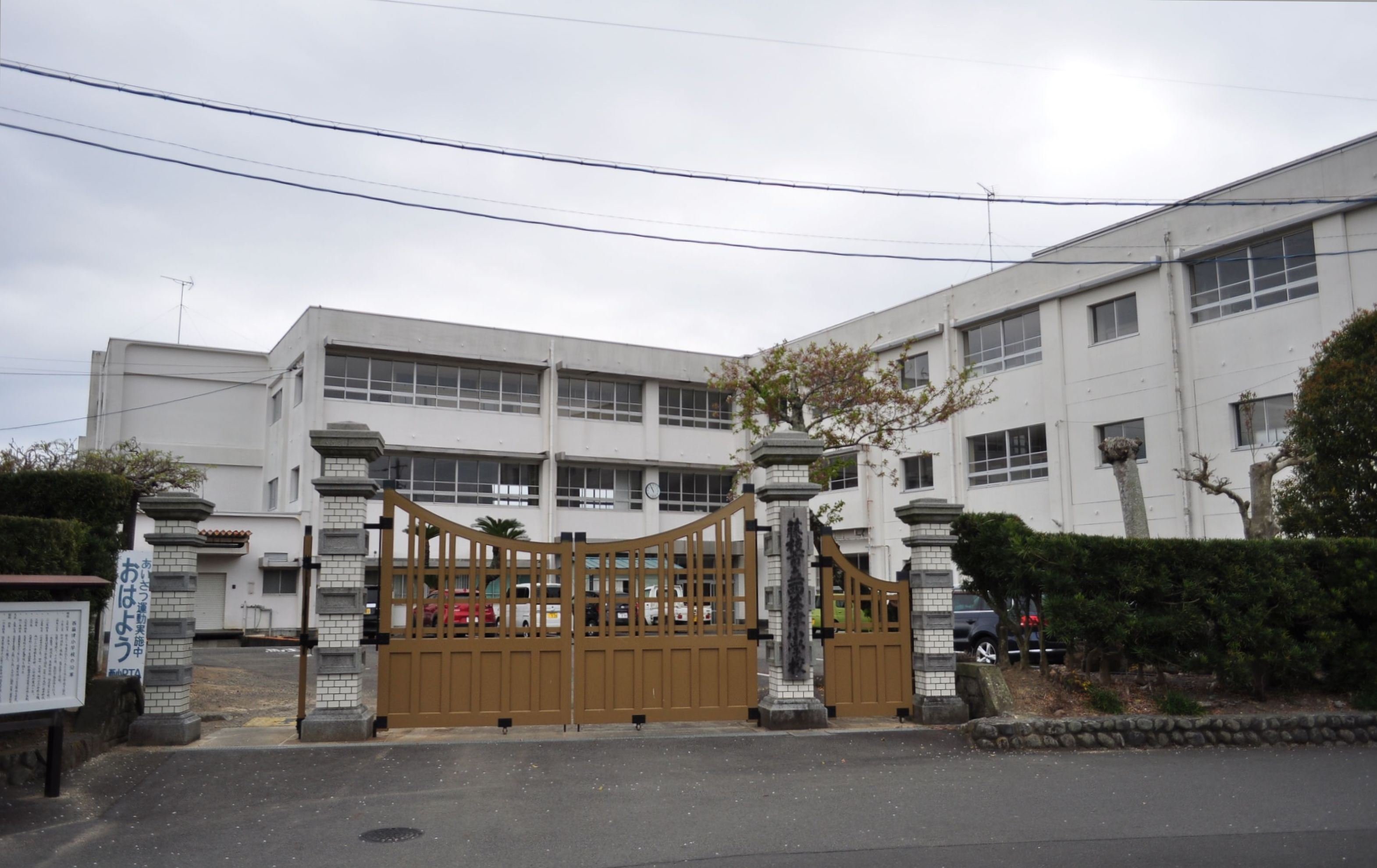
藤枝市立西益津小学校（2018年4月5日撮影）
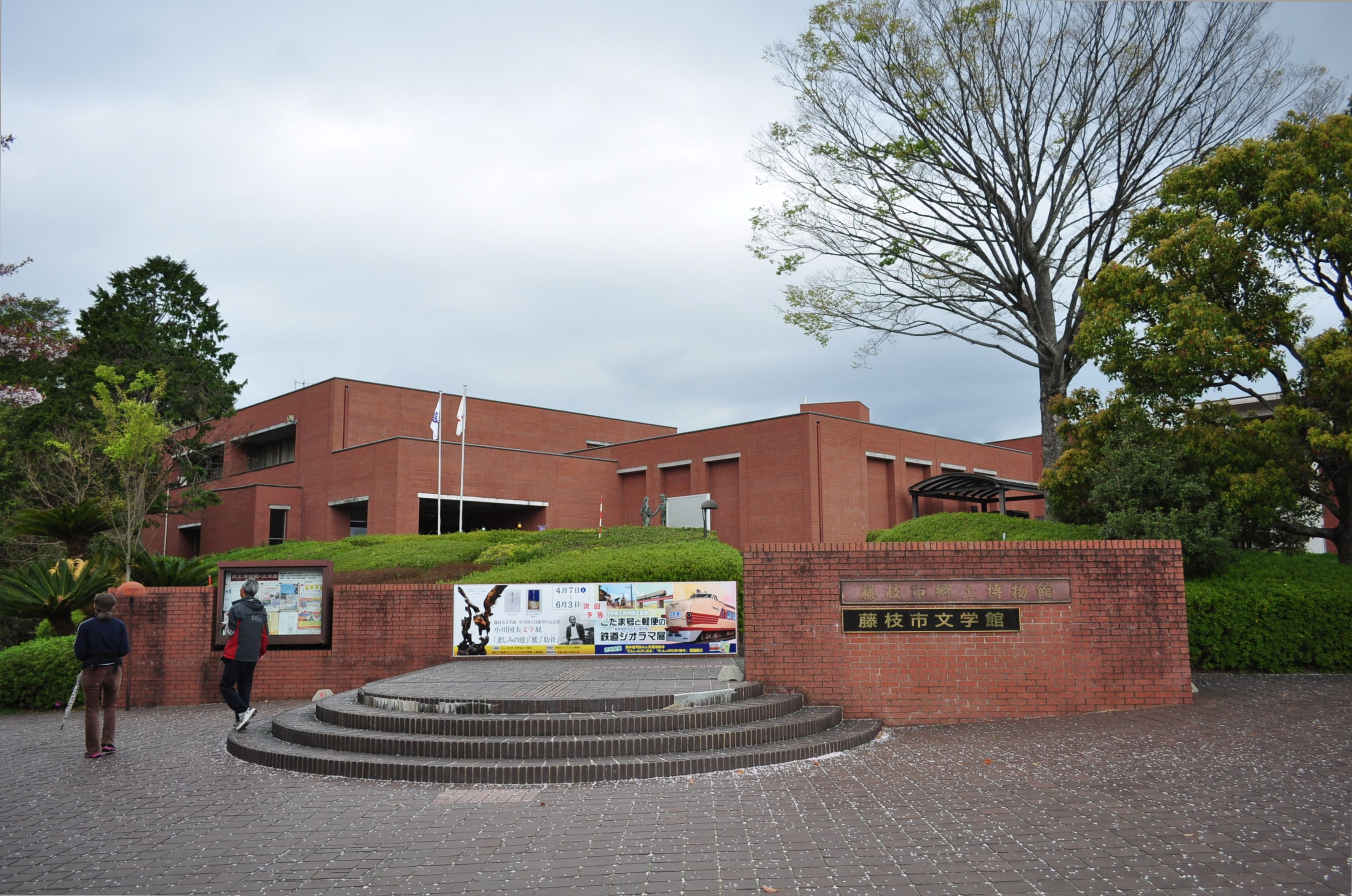
藤枝市郷土博物館・文学館（2018年4月5日撮影）
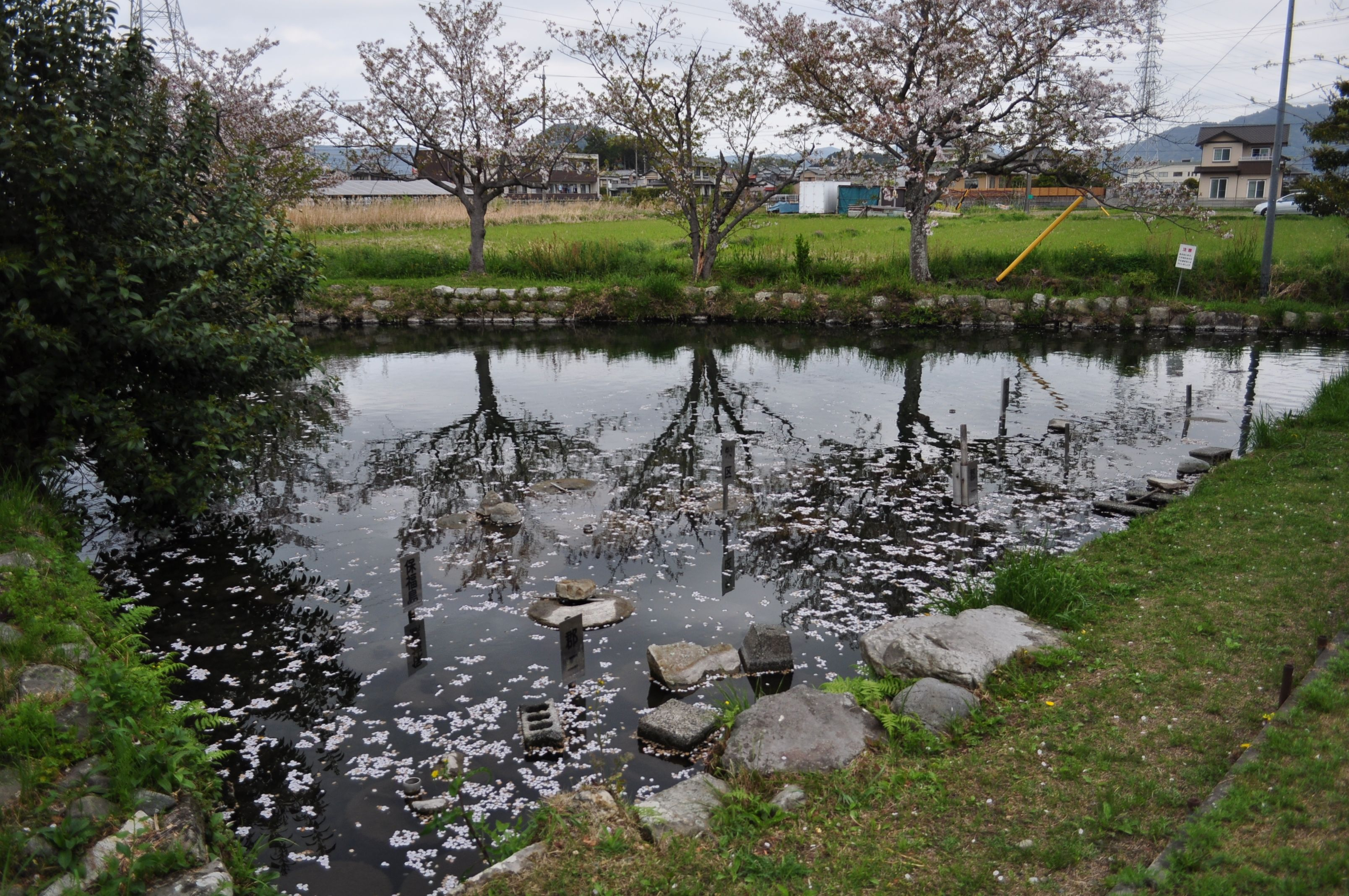
姥ヶ池（市指定史跡 2018年4月5日撮影）
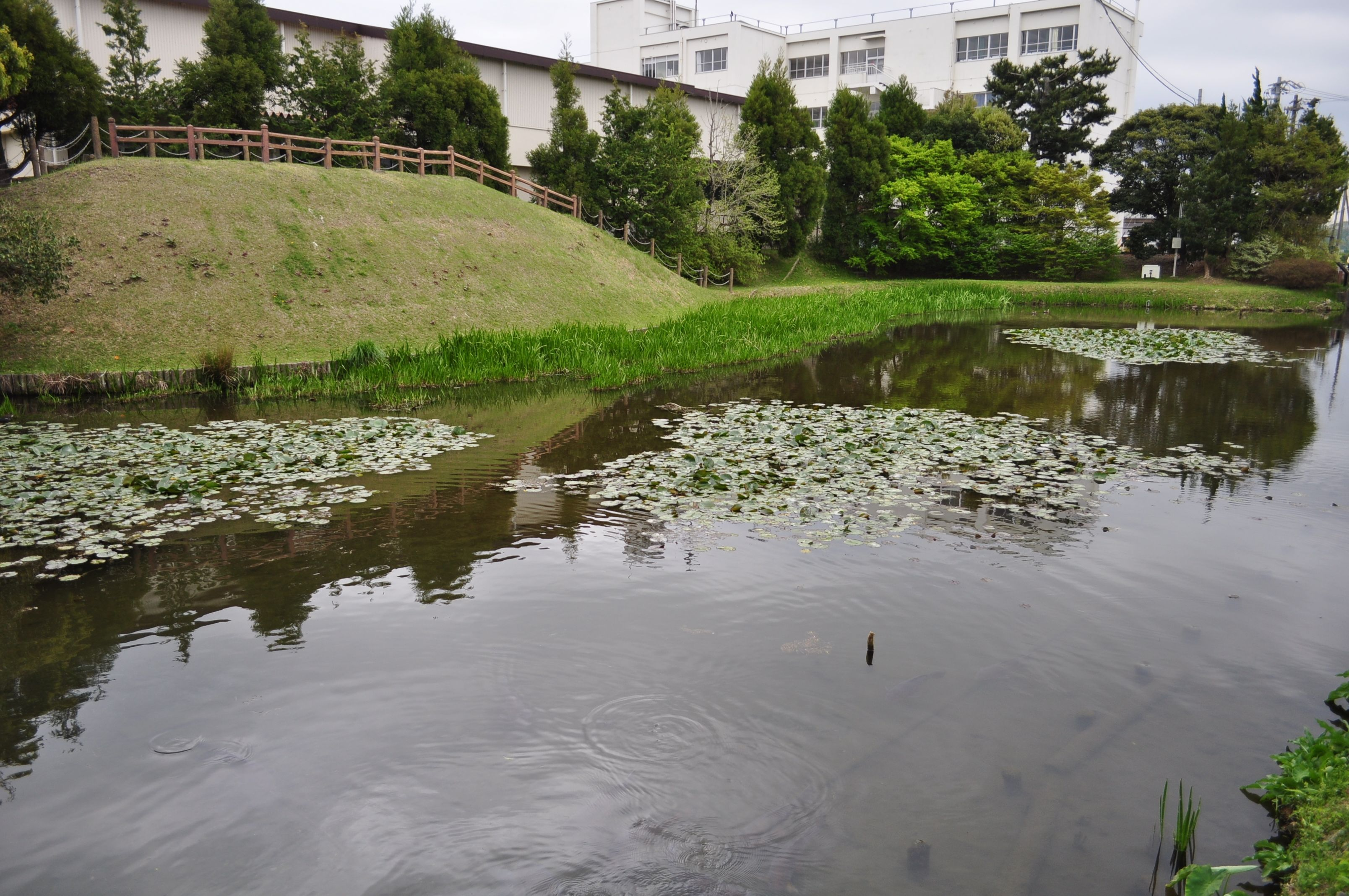
三之堀（市指定史跡 2018年4月5日撮影）
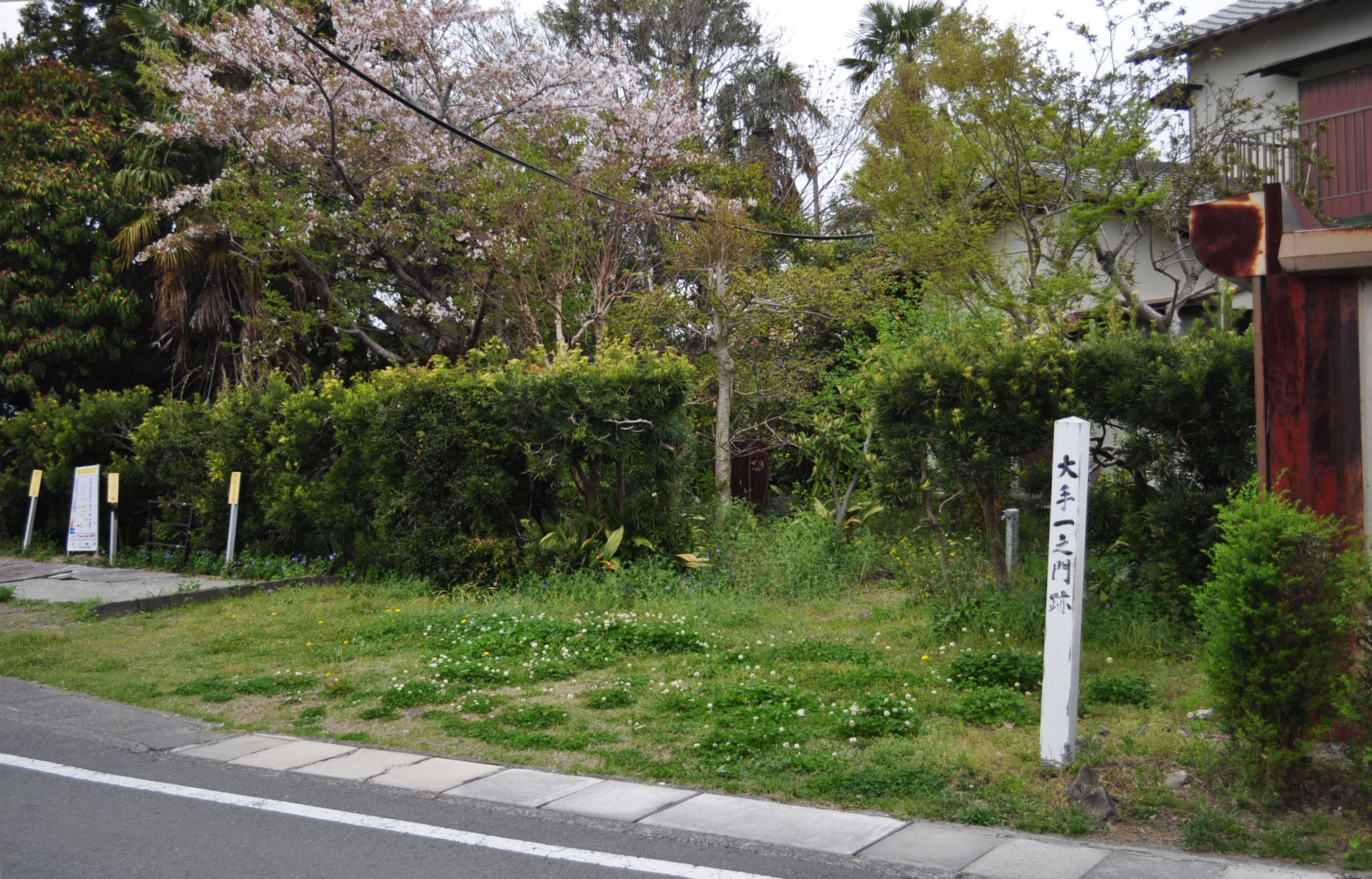
大手一之門跡（2018年4月5日撮影）
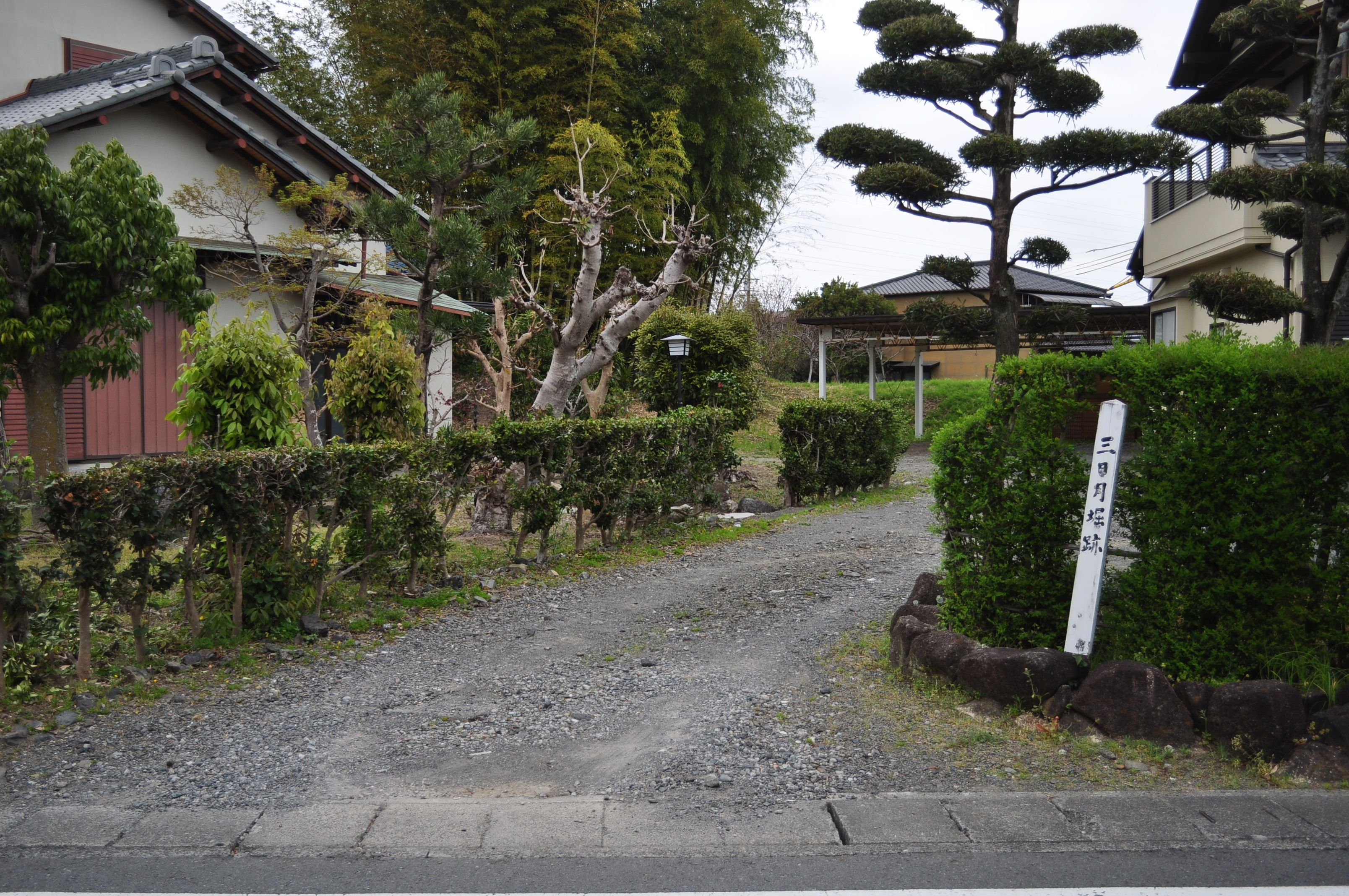
三日月堀跡（2018年4月5日撮影）
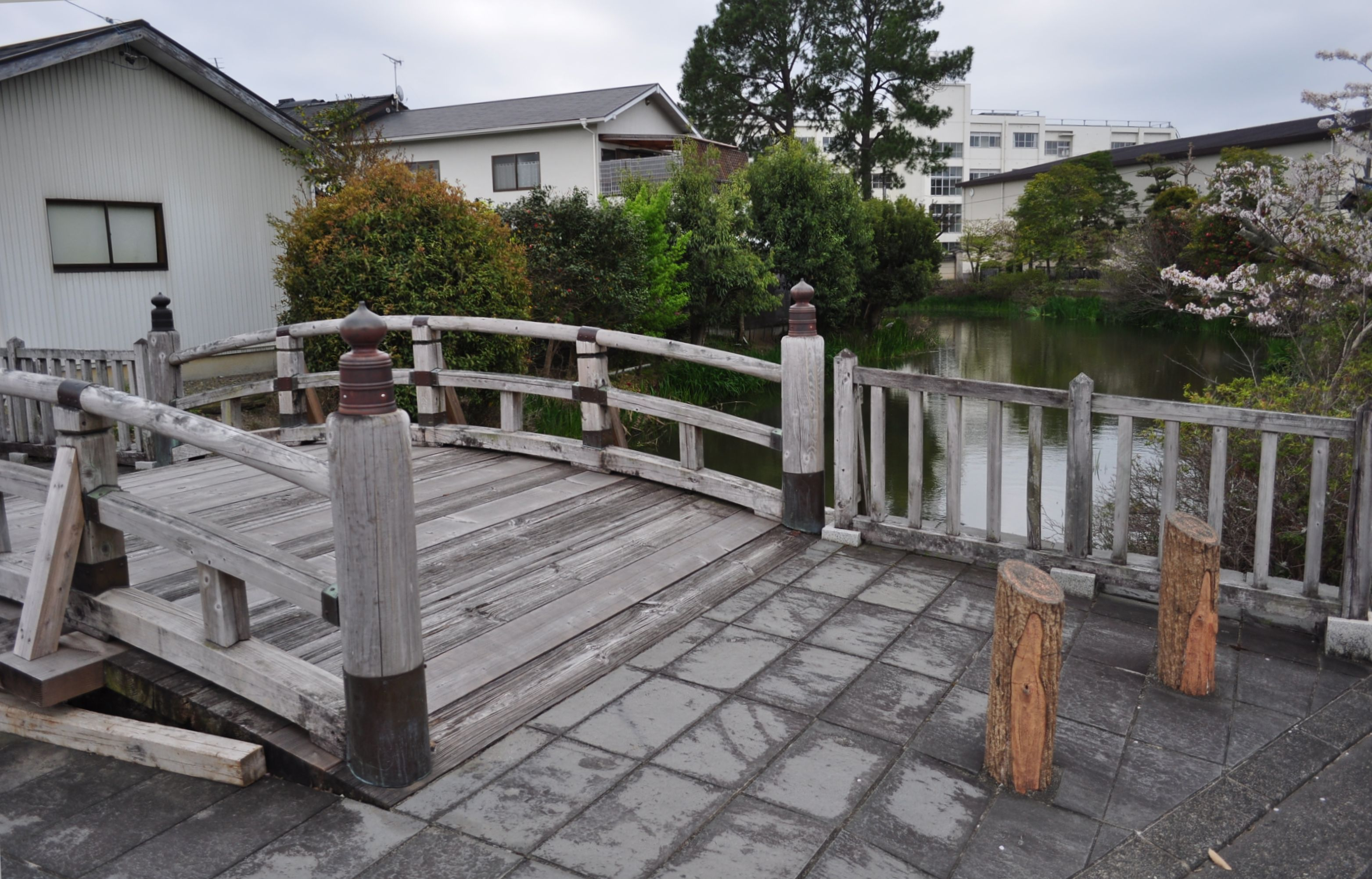
二之堀（市指定史跡 2018年4月5日撮影）
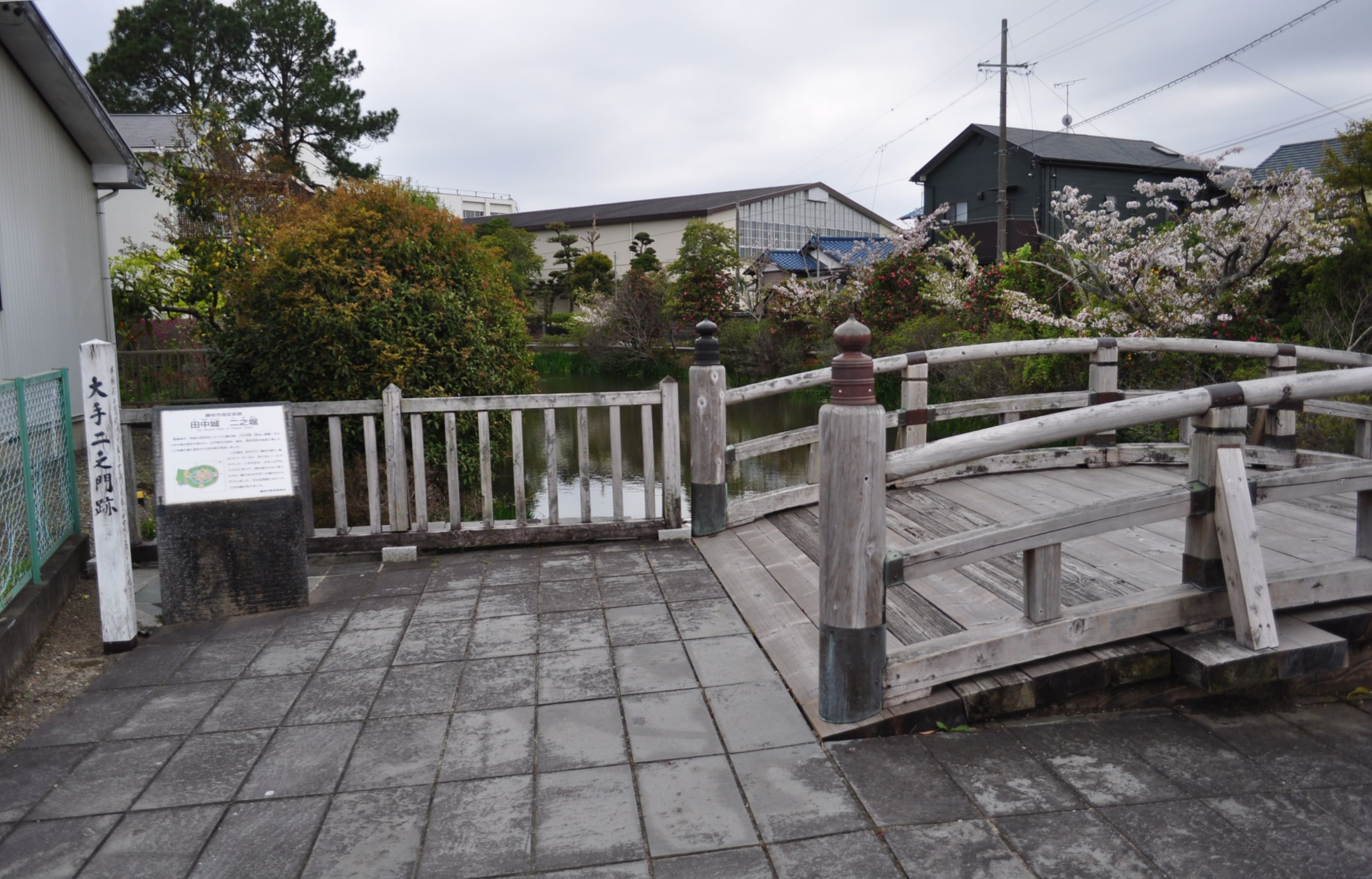
大手二之門跡（2018年4月5日撮影）
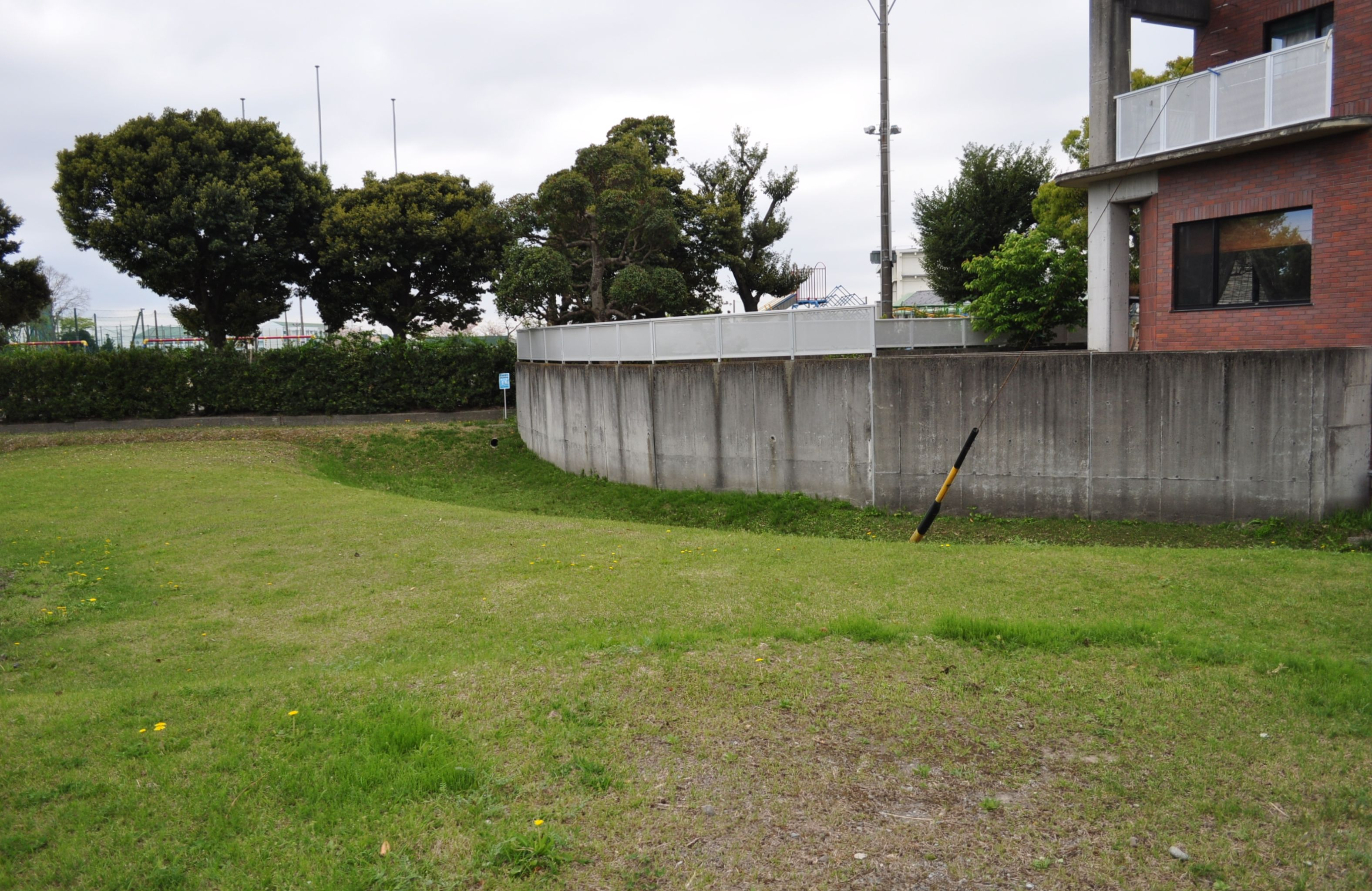
三日月馬出曲輪（2018年4月5日撮影）

## 文化財

### 史跡・有形文化財
4棟の関連建造物（田中城本丸櫓、長楽寺村郷蔵、茶室、仲間部屋・厩）が「史跡田中城下屋敷」に移築現存する。
そのうち本丸櫓は、城の中央に位置する本丸にあったものだが、1870年（明治3年）に山村家（静岡藩士）に払い下げられ、移築後は住居として利用されてきた。1985年（昭和60年）、地元住民から寄贈され、1996年（平成8年）の史跡田中城下屋敷整備にあわせ移築された。なお、田中城には天守はなく、本丸西南隅に二階櫓が建っていた。

### 日本遺産
2020年（令和2年）6月19日、東海道藤枝宿に近い田中城址および田中城本丸櫓は、文化庁の文化財保護制度「日本遺産」のストーリー『日本初「旅ブーム」を起こした弥次さん喜多さん、駿州の旅～滑稽本と浮世絵が描く東海道旅のガイドブック（道中記）～』の構成文化財の1つに認定された。

## ギャラリー

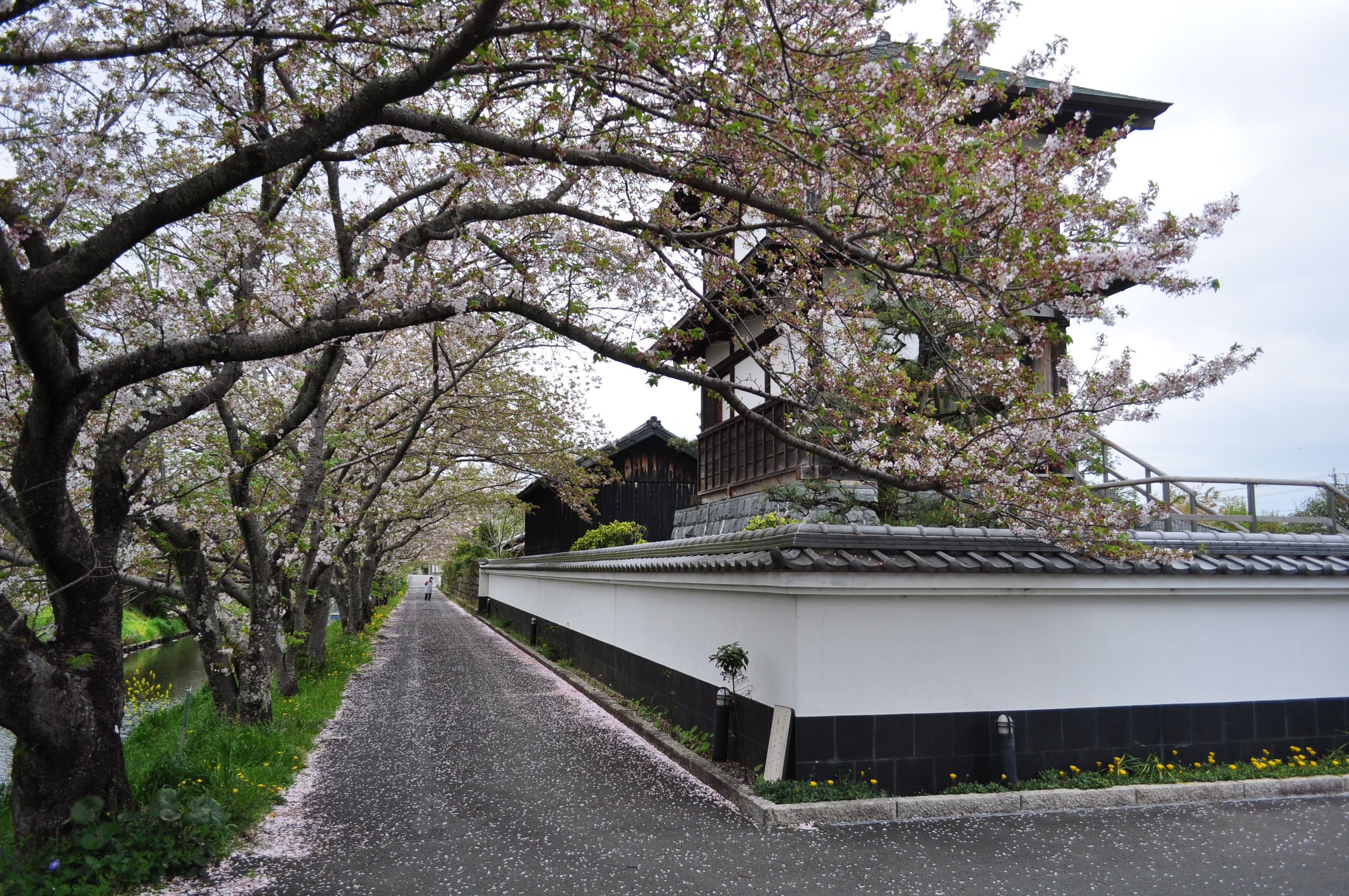
本丸櫓と六間川の桜並木（2018年4月5日撮影）
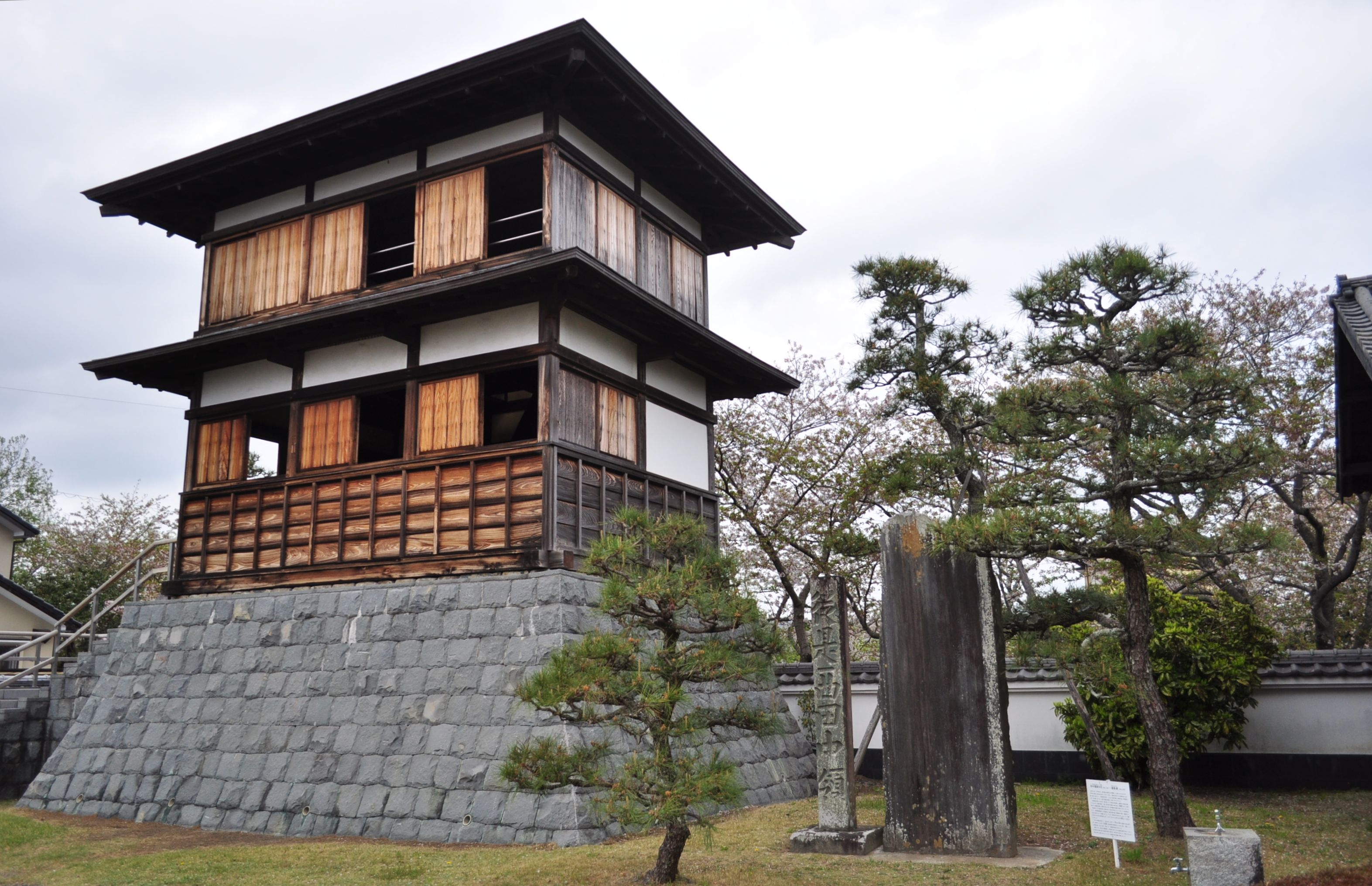
本丸櫓・田中藩牓示石・顕彰碑（2018年4月5日撮影）
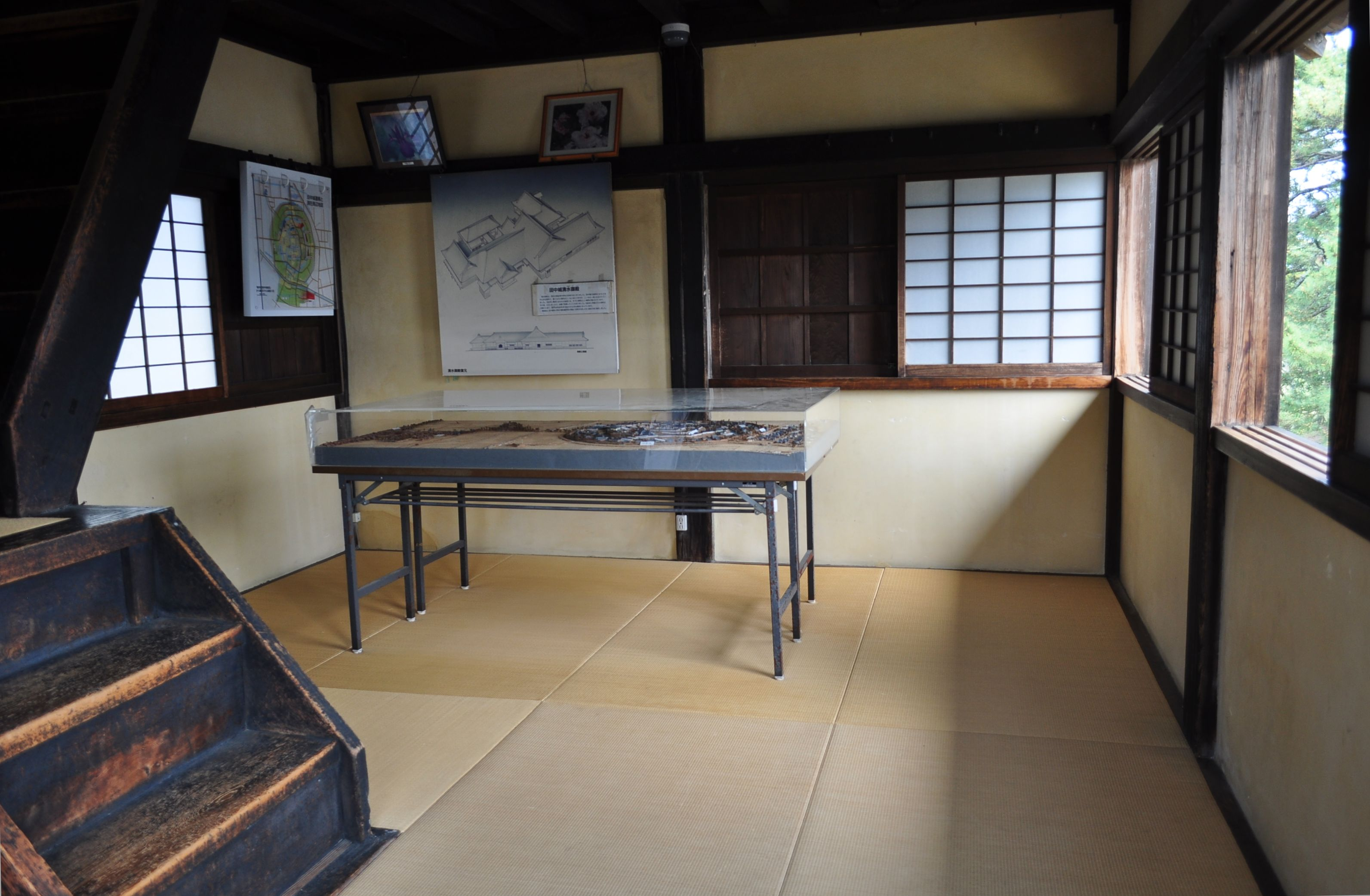
本丸櫓1階展示室（2018年4月5日撮影）
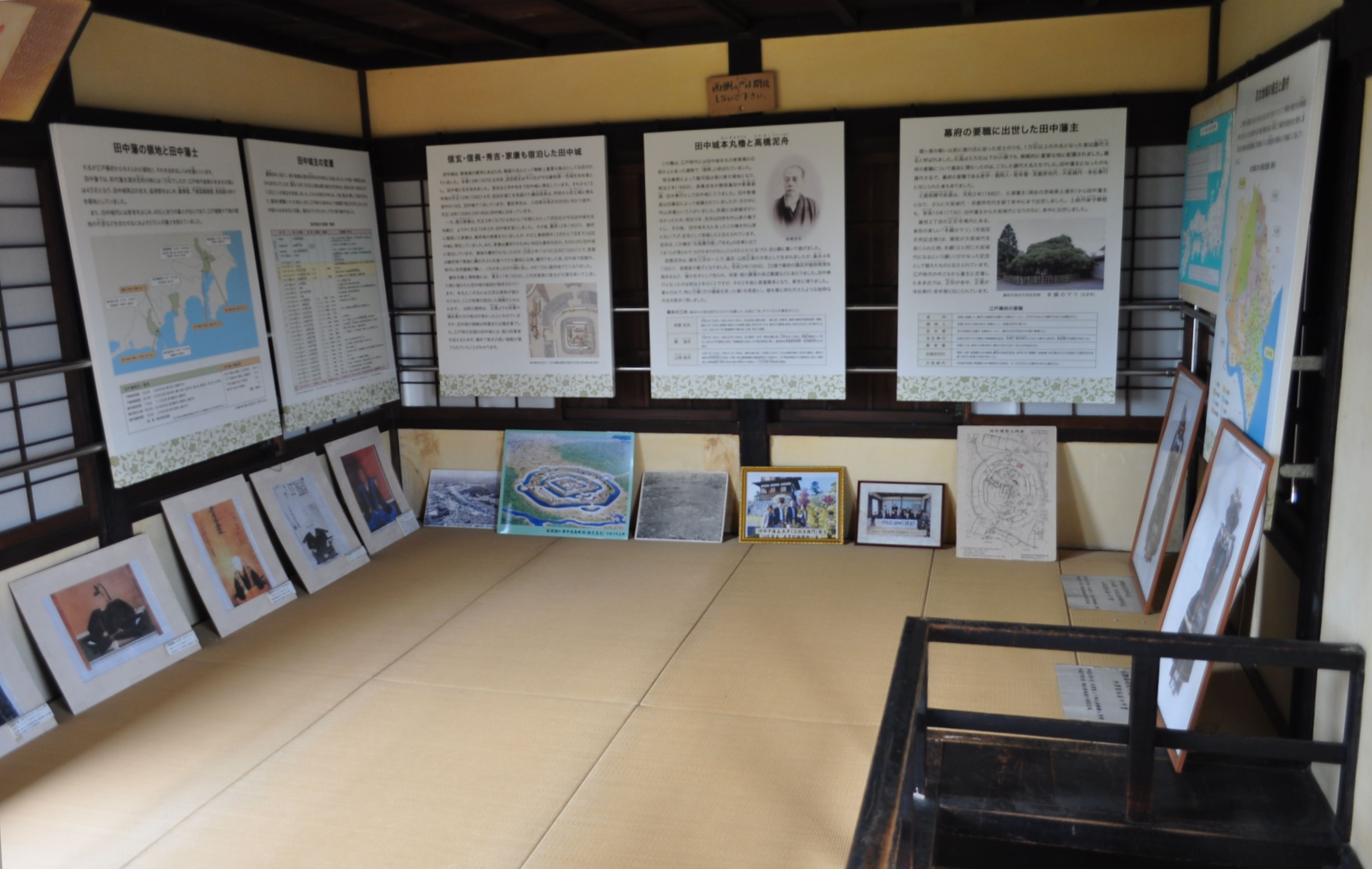
本丸櫓2階展示室（2018年4月5日撮影）
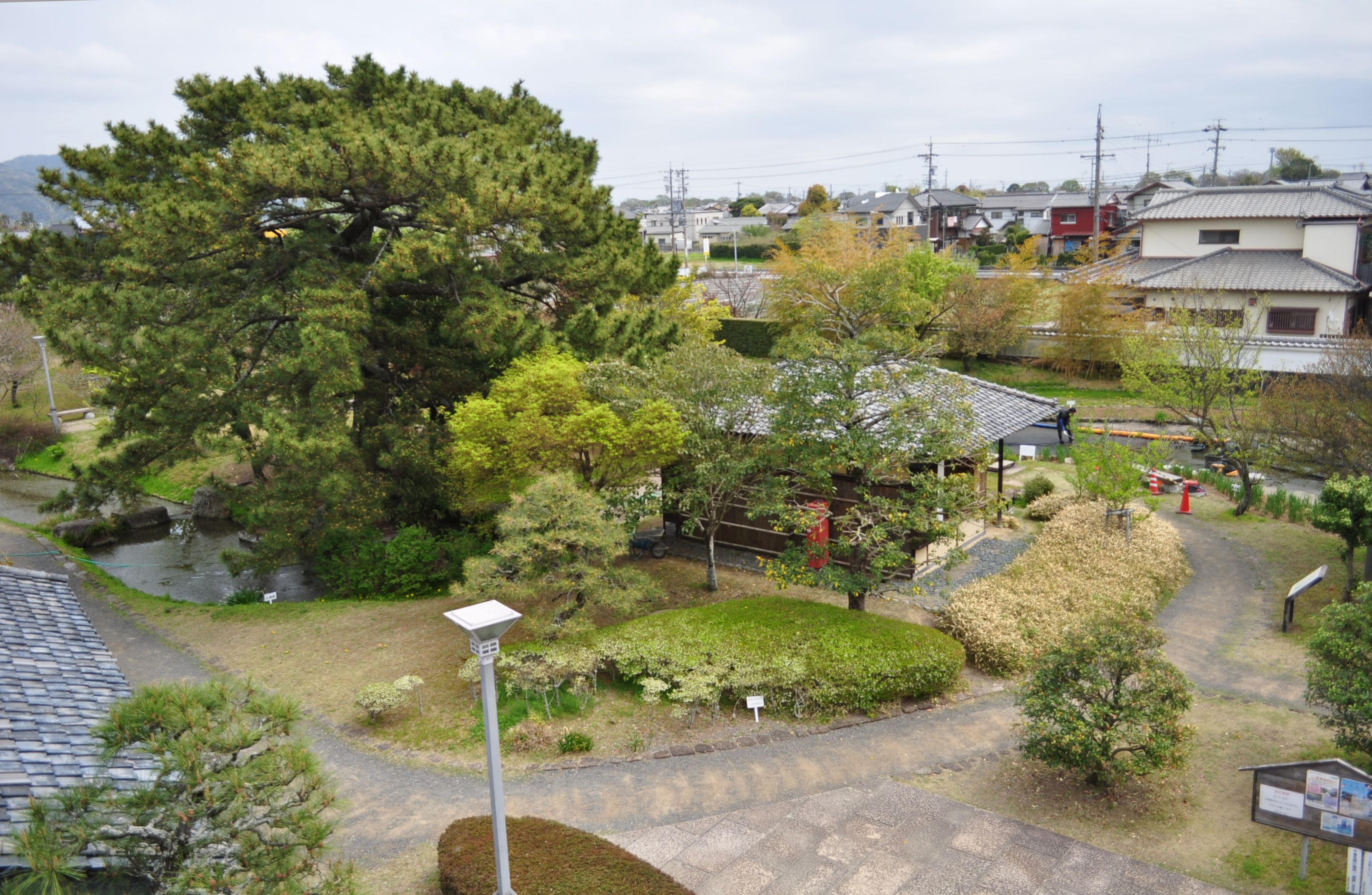
2階より東方向を見る（2018年4月5日撮影）